# Xã Tollette, Quận Howard, Arkansas
Xã Tollette (tiếng Anh: Tollette Township) là một xã thuộc quận Howard, tiểu bang Arkansas, Hoa Kỳ. Năm 2010, dân số của xã này là 240 người.